# شارل لوي ليريتيه دو بروتل
شارل لوي ليريتيه دو بروتل (1746-1800) (بالفرنسية: Charles Louis L'Héritier de Brutelle)‏ هو عالم نبات فرنسي.